# Pseudoallergie
Die Pseudoallergie (synonym pseudoallergische Reaktion) bezeichnet eine Unverträglichkeitsreaktion, die in ihrer klinischen Symptomatik sehr stark einer klassischen allergischen Reaktion ähnelt, allerdings ohne dass eine immunologische Reaktion nachweisbar wäre. Die häufigsten Auslöser sind Arzneimittel und Lebensmittelzusatzstoffe.
Da eine Allergie, eine Pseudoallergie oder eine Intoleranz ähnliche Symptome verursachen können, werden diese Begriffe im allgemeinen Sprachgebrauch undifferenziert und fälschlicherweise oft synonym verwendet. Richtiger wäre, solange die Diagnose nicht gesichert ist, die neutralen Begriffe Unverträglichkeit, Überempfindlichkeitsreaktion oder unerwünschte Nebenwirkung zu verwenden.

## Pathophysiologie

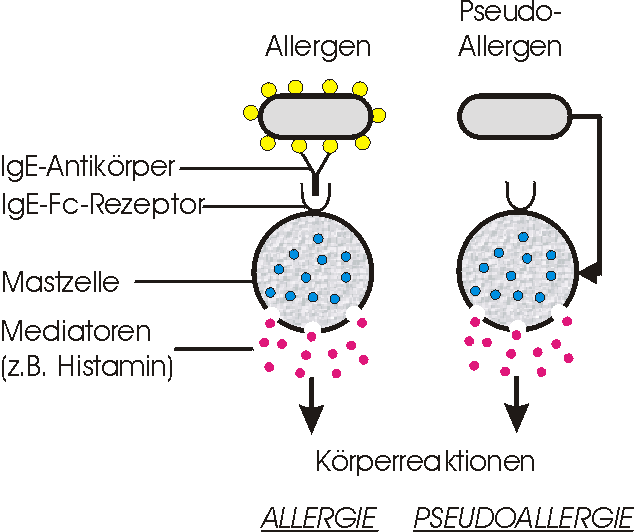
Schematischer Vergleich zwischen Allergie und Pseudoallergie

Bei der Pseudoallergie werden die allergieähnlichen Symptome ausgelöst, indem Mastzellen unspezifisch aktiviert werden. Wenn Mastzellen aktiviert werden und degranulieren, dann setzen sie eine Reihe von Entzündungsmediatoren (z. B. Histamin) frei. Es entsteht eine Entzündungsreaktion, die sich in allergieähnlichen Symptomen äußert.
Während bei Allergien die Aktivierung der Mastzellen spezifisch erfolgt, nämlich dadurch, dass bestimmte Allergene an oberflächlich gebundene Antikörper binden können, so erfolgt die Mastzell-Aktivierung bei Pseudoallergien unspezifisch, also ohne Beteiligung der oberflächlich gebundenen Antikörper.
Abzugrenzen von der Pseudoallergie ist die Intoleranz, die ebenfalls allergieähnliche Symptome verursachen kann. Bei der Intoleranz handelt es sich um eine Stoffwechselstörung. Der Körper kann bestimmte Substanzen nicht oder nicht ausreichend verstoffwechseln, meistens aufgrund eines Enzymdefektes.

## Auslösende Substanzen
Eine Reihe von Substanzen sind in der Lage, Mastzellen unspezifisch zu aktivieren:
- bestimmte Arzneistoffe, als unerwünschte Nebenwirkung (siehe dazu auch Intoleranz (Medizin))
  - radiologische Kontrastmittel
  - nichtsteroidale Antirheumatika (NSAR), wie z. B. Acetylsalicylsäure (ASS), dann auch als NSAR-Intoleranz, ASS-Intoleranz-Syndrom, AERD (Aspirin®-exacerbated respiratory disease), Prostaglandinsynthesehemmer-Intoleranz oder Analgetika-Asthma-Syndrom bezeichnet
  - Opiate
  - bestimmte Muskelrelaxantien
  - Pentamidin
  - das in Plasmaexpandern verwendete Dextran
  - Aminopenicilline (Ampicillin, Amoxicillin)
- bestimmte Substanzen, die in Nahrungsmitteln enthalten sind (man spricht dann auch von einer Nahrungsmittel-Intoleranz):
  - Lektine, z. B. in Erdbeeren
  - Salicylate, z. B. in Äpfeln oder Aprikosen
  - manche Konservierungsstoffe, z. B. Benzoesäure oder Sorbinsäure
  - manche Säuerungsmittel
  - Azofarbstoffe wie Tartrazin (E 102), Gelborange S (E 110), Azorubin (E 122), Allurarot (E 129) oder Cochenillerot A (E 124)

## Krankheitsbilder
Pseudoallergien haben allergieähnliche Symptome, wie z. B.:
- Schwellung, Rötung und Juckreiz an den Schleimhäuten im Mund- und Rachenraum
- Nasenlaufen (Rhinitis)
- Beschwerden im Magen-Darm-Trakt (gastrointestinale Symptome)
- Nesselsucht (Urtikaria)
- Angioödem
- Kreislaufreaktionen

Charakteristisch für Pseudoallergien ist eine Dosis-Wirkungskurve, die oft bei Allergien so nicht beobachtet werden kann. So können geringe Mengen histaminfreisetzender Substanzen oder histaminhaltiger Lebensmittel toleriert werden, ohne dass Symptome auftreten. Mit steigender Menge an histaminfreisetzenden Substanzen oder aufgenommenem Histamin nimmt die Schwere der Symptome zu.
Weil die Pseudoallergien nicht-immunologische Reaktionen sind, also nicht über spezifische Antikörper vermittelt werden, können sie bereits beim ersten Kontakt mit histaminfreisetzenden Substanzen bzw. stark histaminhaltigen Lebensmitteln auftreten. Eine Diagnose von Pseudoallergien kann daher auch nicht über das Messen von Antikörpern in Blutproben erfolgen.
So unbestritten ein möglicher Zusammenhang bei all diesen Erkrankungen ist, so unklar ist aber auch, in welchem Ausmaß Nahrungsmittelinhaltsstoffe für die genannten Beschwerden verantwortlich zu machen sind. So schwanken die Angaben für die Urtikaria von unter 1 bis über 50 Prozent.